# Raakpunt

raakpunt De raaklijn raakt in het raakpunt aan de gegeven kromme.

Een raakpunt is een punt, waarin twee of meer meetkundige figuren elkaar raken. Voor krommen houdt dat in dat zij in het raakpunt dezelfde raaklijn hebben. Ruimtelijke figuren hebben in het raakpunt hetzelfde raakvlak. 
Als de kromme de grafiek is van een functie, die differentieerbaar is, dan is de afgeleide van de functie in het raakpunt gelijk aan de richtingscoëfficiënt van de raaklijn.
Een differentieerbaar oppervlak heeft in de euclidische ruimte met drie dimensies in ieder punt een uniek raakvlak. Men kan dan ook spreken van het raakpunt van een vlak met een gekromd oppervlak. Een hypervlak kan ook in meer dimensies in een of meer raakpunten aan een hyperoppervlak raken.